# Lista de deputados estaduais de Sergipe da 17.ª legislatura
Esta é a lista de deputados estaduais de Sergipe para a legislatura 2011–2015.

## Composição das bancadas
| Partido | Líder                       | Bancada | Posição  |
| ------- | --------------------------- | ------- | -------- |
| PT      | Francisco Gualberto         | 4 / 24  | Governo  |
| PSC     | Susana Azevedo              | 4 / 24  | Governo  |
| DEM     | Augusto Bezerra             | 3 / 24  | Oposição |
| PSB     | Adelson Barreto             | 2 / 24  | Governo  |
| PSL     | Capitão Samuel              | 2 / 24  | Governo  |
| PDT     | Jeferson Andrade            | 2 / 24  | Governo  |
| PMDB    | Garibalde Mendonça          | 2 / 24  | Governo  |
| PSDB    | Luiz Mitidieri              | 1 / 24  | Oposição |
| PP      | Venâncio Fonseca            | 1 / 24  | Oposição |
| PTdoB   | Paulinho da Varzinhas Filho | 1 / 24  | Oposição |
| PV      | Gustinho Ribeiro            | 1 / 24  | Oposição |
| PTC     | Dr. Gilson Andrade          | 1 / 24  | Governo  |

## Deputados Estaduais
Foram eleitos vinte e quatro (24) deputados estaduais no estado.
| Número | Deputados estaduais eleitos | Partido | Votação | Percentual | Cidade onde nasceu    | Unidade federativa |
| 40123  | Adelson Barreto             | PSB     | 61.598  | 5,79%      | Aracaju               | Sergipe            |
| 17123  | Capitão Samuel              | PSL     | 43.370  | 4,08%      | Malhador              | Sergipe            |
| 12250  | Jeferson Andrade            | PDT     | 33.726  | 3,17%      | Aracaju               | Sergipe            |
| 40111  | Maria Mendonça              | PSB     | 32.937  | 3,10%      | Itabaiana             | Sergipe            |
| 45123  | Luiz Mitidieri              | PSDB    | 30.296  | 2,85%      | Boquim                | Sergipe            |
| 13000  | João Daniel                 | PT      | 29.936  | 2,81%      | São Lourenço do Oeste | Santa Catarina     |
| 20200  | Susana Azevedo              | PSC     | 29.925  | 2,81%      | Aracaju               | Sergipe            |
| 11111  | Venâncio Fonseca            | PP      | 27.796  | 2,61%      | Boquim                | Sergipe            |
| 13600  | Conceição Vieira            | PT      | 27.378  | 2,57%      | Aracaju               | Sergipe            |
| 15000  | Garibalde Mendonça          | PMDB    | 26.074  | 2,45%      | Aracaju               | Sergipe            |
| 20111  | Dra Angelica                | PSC     | 25.797  | 2,43%      | Japoatã               | Sergipe            |
| 12345  | Zé Franco                   | PDT     | 25.424  | 2,39%      | Aracaju               | Sergipe            |
| 25555  | Augusto Bezerra             | DEM     | 24.641  | 2,32%      | Aracaju               | Sergipe            |
| 20456  | Zeca                        | PSC     | 23.842  | 2,24%      | Aracaju               | Sergipe            |
| 25000  | Arnaldo Bispo               | DEM     | 23.736  | 2,23%      | Itabaiana             | Sergipe            |
| 25333  | Goretti Reis                | DEM     | 23.157  | 2,18%      | Lagarto               | Sergipe            |
| 70555  | Paulinho da Varzinhas Filho | PTdoB   | 23.054  | 2,17%      | Aracaju               | Sergipe            |
| 15555  | Zezinho Guimarães           | PMDB    | 22.499  | 2,12%      | Aracaju               | Sergipe            |
| 13300  | Francisco Gualberto         | PT      | 22.220  | 2,09%      | São Cristóvão         | Sergipe            |
| 20123  | Pastor Antonio              | PSC     | 21.308  | 2,00%      | Japaratuba            | Sergipe            |
| 13900  | Ana Lúcia                   | PT      | 20.000  | 1,88%      | Aracaju               | Sergipe            |
| 43123  | Gustinho Ribeiro            | PV      | 15.654  | 1,47%      | Aracaju               | Sergipe            |
| 36123  | Dr Gilson Andrade           | PTC     | 15.395  | 1,45%      | Itabaiana             | Sergipe            |
| 17000  | Mundinho da Comase          | PSL     | 13.821  | 1,30%      | Itabaianinha          | Sergipe            |